# 陳偉明 (陳記燒鵝)
陳偉明，MH，JP，深井陳記燒鵝家族成員。1988年香港區議會選舉當選為荃灣區議員。其後連任8屆荃灣郊區選區荃灣區議員。2015年香港區議會選舉，被無黨派政治新人伍顯龍擊敗。現時擔任荃灣足球會會長。

## 生平
2010年，推動荃灣區議會以77萬元公帑興建深井水泥燒鵝雕塑，引起爭議。